# Diego Erlan
Diego Erlan (San Miguel de Tucumán, 1979) es un escritor argentino.

## Carrera
Erlan nació en la ciudad de San Miguel de Tucumán, Argentina. Estudió periodismo, historia del arte y comunicación social y se ha desempeñado además como profesor, guionista y crítico cultural. Colaboró en la sección literaria de la Revista Ñ, lanzada por el diario El Clarín.
En 2013 fue nominado en los Premios Gabriel García Márquez de Periodismo por su reportaje La larga risa de todos estos años. Hasta la fecha ha publicado tres novelas, El amor nos destrozará (2012), La disolución (2016) y Satélite de amor (2017). En 2017 fue incluido en la lista de los mejores escritores jóvenes de Latinoamérica por el proyecto Bogotá39.

## Obras publicadas
- El amor nos destrozará (2012)
- La disolución (2016)